# 닷지 바이퍼
닷지 바이퍼(영어: Dodge Viper)는 미국 닷지가 제작한 스포츠카로 1991년에 출시되었다. 포드 GT, 쉐보레 콜벳과 함께 미국의 스포츠카를 대표했으며, 구동 방식은 FMR 방식이며, V10형 자연흡기 엔진을 탑재하였다.

## 제 1세대 모델 (SR I,1991년~1995년)
1989년에 프로토타입 모델로 제작되었고, 1991년부터 생산에 들어갔다. 차량 디자인은 미국의 차량 디자이너인 톰 레일로 엔진은 V10형 엔진을 탑재했고 최대 마력은 400마력까지 출력이 가능하다. 1992년에 닷지 R/T10 로드스터 모델이 제작되었다. 1996년 닷지 바이퍼 2세대 모델 출시와 동시에 단종되었다.

## 제 2세대 모델 (SR II,1996년~2002년)
1996년에 닷지 바이퍼 1세대 모델의 후속으로 출시되었고, 엔진은 V10형 엔진을 탑재했다. 최대 마력은 기존 1세대 모델과 달리 415마력까지 출력이 가능하며 파생 모델로 닷지 바이퍼 ACR, 닷지 바이퍼 GTS-R 모델이 있다. 2002년까지 생산했으며, 2003년에 출시된 닷지 바이퍼 3세대 모델이 2세대 모델의 후속 차량이다.

## 제 3세대 모델 (ZB I,2003년~2007년)
2002년에 닷지 바이퍼 2세대 모델의 후속으로 출시되었고, 엔진은 V10형 엔진을 탑재했다. 최대 마력은 기존 2세대 모델과 달리 500마력까지 출력이 가능하며 정식 명칭은 SRT-10으로 명명되었다. 2007년까지 생산했으며, 2008년에 출시된 닷지 바이퍼 4세대 모델이 3세대 모델의 후속 차량이다.

## 제 4세대 모델 (ZB II,2008년~2010년)
2008년에 닷지 바이퍼 3세대 모델의 후속으로 출시되었고, 엔진은 V10형 엔진을 탑재했다. 최대 마력은 기존 3세대 모델과 달리 600마력까지 출력이 가능하며 파생 모델로 닷지 바이퍼 SRT-10 ACR, 닷지 바이퍼 SRT-10 ACR X 모델이 있다. 그러나 북아메리카에서 트랙션 컨트롤 장착이 의무화가 되면서 더 이상 생산이 불가능했고, 2010년에 단종되었다.

## 제 5세대 모델 (VX,2013년~2017년)
2012년에 뉴옥 오토쇼에서 최초로 공개되었고
, 2013년에 생산에 들어갔다. 기존 4세대 모델과 달리 재설계가 되었고, 엔진은 V10형 엔진을 탑재했다. 최대 마력은 기존 4세대 모델과 달리 650마력까지 출력이 가능하며, 파생 모델로 닷지 바이퍼 ACR, 닷지 바이퍼 TA, 닷지 바이퍼 GTC 모델이 있다. 그러나 2013년부터 2014년까지 매출 부진과 생산 및 판매량 감소가 지속되면서, 2개월 동안 생산이 중단되었고, 2015년에 닷지 바이퍼로 모델 명칭이 변경했지만, 같은 해 10월에 크라이슬러는 2017년에 생산을 종료할 것을 발표했고, 같은 해 8월에 단종과 동시에 생산 공장이 폐쇄되었다.